# Brûni Heinke

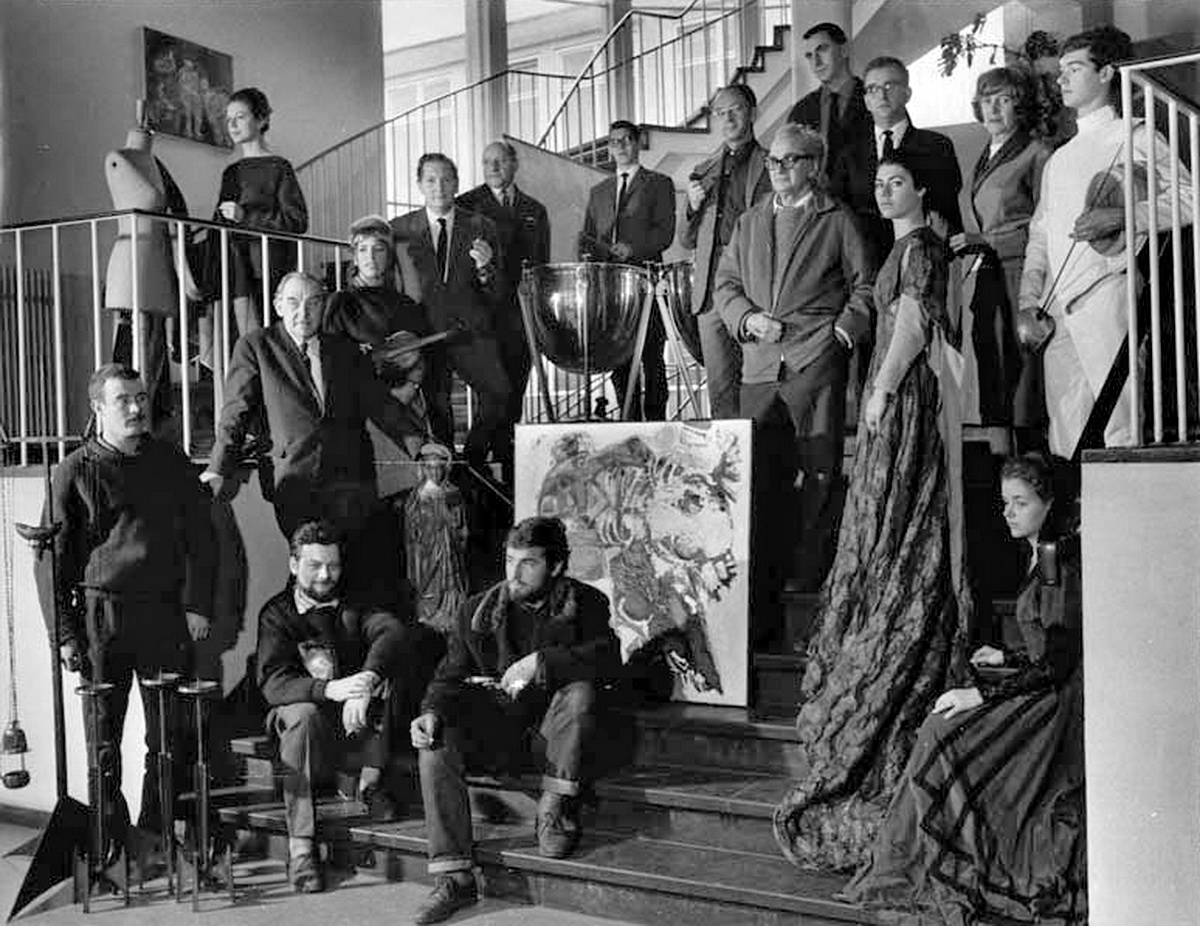
Brûni Heinke (4e van rechts, met sleepjurk) te midden van staf en studenten van Maastrichtse kunstinstellingen, 1964

Brunhilde Margot (Brûni) Heinke (Rotterdam, 23 september 1940 – Amsterdam, 7 maart 2025) was een Nederlands actrice. 

## Levensloop
Ze was dochter van de Duitse constructeur Konrad Walther Heinke en de Rotterdamse Margje Wermeester. Konrad Heinke en Etsko Schuitema waren op 15 maart 1933 oprichters van de firma Heinke en Schuitema Musselkanaal ten behoeve van "fabrikatie en reparatie van electrische machines” (afkorting HSM, later overgenomen door de firma Pelger te Rotterdam en overgegaan in de firma Combimac te Emmen).
Ze is vernoemd naar Brunhilde uit de opera Siegfried van Richard Wagner. Haar eerste jaren bracht ze vanwege haar Duitse vader in Duitsland door. Toen haar vader en ook haar zusje overleden aan tuberculose trok haar moeder in 1949 weer naar Rotterdam. Die Duitse naam zorgde in die jaren voor nogal wat perikelen mede gezien het bombardement van Rotterdam. Eenmaal terug in Nederland sprak ze nog zelden Duits. 
In haar jonge jaren wilde ze tekenares of schilderes worden, maar moeder en stiefvader zeiden dat ze eerst een vak moest leren. Haar tekenleraar zag ook onvoldoende talent en ze nam dansles, ook zonder het gewenste resultaat. Inmiddels was ze door haar stiefvader van de Hogereburgerschool (HBS) afgehaald om uitgebreid lager onderwijs (ULO) te gaan volgen (zijn eigen kinderen deden dat ook). Ze werd recalcitrant en heeft ook die ULO niet afgemaakt. Ze nam een kantoorbaan en ging 's avonds naar de schouwburg, toneel kijken.

### Toneel
Daar zag ze Anna Blaman bij wie ze les nam. Die adviseerde een verdere studie bij Ina van Faassen, die geen tijd had en haar Onno Molenkamp adviseerde. Deze stap was natuurlijk weer tegen het zere been van haar stiefvader, die geen financiën beschikbaar stelde. Een korte periode met studiebeurs aan de Toneelschool Arnhem bracht niet het gewenste resultaat, maar de school adviseerde haar wel later nog eens terug te komen. Dat werd niet Arnhem maar de Toneelacademie Maastricht, waar ze in 1965 haar eerste schooldiploma haalde.
Ze kon vrijwel direct aan de slag bij de Nederlandse Comedie waar ze praktijk kon opdoen bij Ellen Vogel, Ank van der Moer, Kitty Courbois en Marja Habraken. Daarna volgden verbintenissen met Het Amsterdams Toneel in de Amsterdamse Stadsschouwburg (rol Della in de serie The Family), Het Stadstoneel Rotterdam en Toneelgroep Theater. Ze was ook enige jaren freelance-actrice. Een verdere (televisie)praktijkopleiding kreeg ze van Ko van Dijk jr. in Dagboek van een herdershond, met name ook in de scheiding tussen privé en toneel. Ondertussen vulde ze haar inkomsten aan met optredens in reclamefilmpjes (tandpasta en vruchtendrank).

### Goede tijden
In 1991 nam zij de rol van Helen Helmink in de RTL 4-soap Goede tijden, slechte tijden over van Marlous Fluitsma. Heinke speelde deze tot 1997. Ze was de eerste actrice in deze serie die de rol van een ander overnam.
Heinke deed in 2003 mee aan de spellingwedstrijd het Groot Dictee der Nederlandse Taal en in 2005 aan BNN presenteert AVRO's Sterrenslag
Brûni Heinke overleed op 7 maart 2025 op 84-jarige leeftijd aan de gevolgen van kanker.

## Filmografie (selectie)
- Tim Tatoe (1966) hoofdrolspeelster ('Inemien') naast Rudi Falkenhagen ('Tim Tatoe') in komische westernserie voor de jeugd
- Floris (1969) als serveerster in afl. 4 De man van Gent (televisieserie)
- Blue movie (1971) als meisje bij gevangenis.
- Hé... mag ik mijn echtgenote terug?  (1975) Klucht Theater van de Lach met John Lanting
- Soldaat van Oranje (1977) als SD-agente
- Dagboek van een herdershond (1978) als Miete van der Schoor (televisieserie)
- Spetters (1980) als moeder in auto
- Ik ben Joep Meloen (1981)
- Dikke Vrienden (1983) als Kitty Dekkers
- Herenstraat 10 (1983) als Sylvia (televisieserie)
- De ware Jacob (1983) klucht met Joop Doderer
- Lief zijn voor elkaar (1984) klucht met Piet Bambergen
- De Ep Oorklep Show (1987) als de ruziende echtgenote van Frans van Dusschoten
- Moordspel (1987) als Suzanne de Rooy (afl. 2)
- Den Haag Vandaag (1989) Klucht Theater van de Lach met John Lanting
- Laat maar zitten (1989–1990) komedie met John Kraaykamp sr. als secretaresse
- Pappie hier ben ik (1991) Klucht met Piet Bambergen
- Goede tijden, slechte tijden (1992–1998) als Helen Helmink (televisieserie)
- Goede tijden, slechte tijden: De reünie (1998) als Helen Helmink
- Westenwind  (2000, televisieserie) als notaris
- Gooische Vrouwen (2006, televisieserie)
- Koning van de Maas (2007–2008) als Willemijn (televisieserie)
- Malaika (soapserie) (2013) – Mevrouw Bruins
- Centraal Medisch Centrum Afl. 8 (2018) – Mevrouw Kol
- Flikken Maastricht (2022) Afl. Moord aan de hemelpoort - Petra Koekebier
- Casa Coco (2022) - Marie